# Klara MacAskill
Klara MacAskill (ur. jako Klára Tábori 31 grudnia 1964 w Budapeszcie) – kanadyjska kajakarka, medalistka mistrzostw świata, dwukrotna olimpijka.

## Kariera sportowa
Zajęła 6. miejsce w wyścigu kajaków czwórek (K-4) na dystansie 500 metrów i 10. miejsce w wyścigu kajaków dwójek (K-2) na 5000 metrów na mistrzostwach świata w 1989 w Płowdiwie, a na mistrzostwach świata w 1990 w Poznaniu zajęła 8. miejsce w wyścigu czwórek na 500 metrów i 12. miejsce w konkurencji dwójek na 5000 metrów. Zajęła 5. miejsce w wyścigu dwójek na 5000 metrów i 6. miejsce w wyścigu czwórek na 500 metrów na mistrzostwach świata w 1991 w Paryżu. Na igrzyskach olimpijskich w 1992 w Barcelonie zajęła na dystansie 500 metrów 5. miejsce w konkurencji dwójek i 6. miejsce w konkurencji czwórek. Zajęła 4. miejsca w wyścigach dwójek i czwórek na 500 metrów oraz nie ukończyła wyścigu dwójek na 5000 metrów na mistrzostwach świata w 1993 w Kopenhadze.
Zdobyła brązowy medal w wyścigu czwórek (w osadzie z Caroline Brunet, Alison Herst i Corriną Kennedy), a także zajęła 4. miejsce w wyścigu dwójek na 500 metrów, 5. miejsce w wyścigu dwójek na 200 metrów i 6. miejsce w wyścigu czwórek na 500 metrów na mistrzostwach świata w 1994 w Meksyku, a na mistrzostwach świata w 1995 w Duisburgu zajęła na dystansie 500 metrów 5. miejsce w konkurencji dwójek i 6. miejsce w konkurencji czwórek. Zajęła 5. miejsce w wyścigu czwórek na 500 metrów  na igrzyskach olimpijskich w 1996 w Atlancie.